# نهر أولونه
أولونا (أورونا أو في غرب لومبارديا أوونا) هو نهر إيطالي طوله 71 كم وتم تطوير مساره بالكامل في لومبارديا.
يرتفع النهر إلى 548 متر فوق مستوى سطح البحر في قرية فورناتشي في ريانا في راسا وهي ضاحيه من ضواحي فاريزي في مدخل حديقة كامبو دي فيوري الإقليمي. يمر من وادي أولونا عابرا السهول المرتفعه من ميلان ويصل إلى رو حيث جزء من مياهه وفيضاناته تصب في قناه حوض مستجمعات المياه في القناة الشمالية الغربية. المنظم لفيضانات سيفيزو المارة ببرو ويمر أولونا بميلان حيث نهايه رحلته تحت الأرض ويصب في جنوب لامبرو في سان كريستوفورد.
في الطريق بين المصادر وميلان النهر هو 71 كم وفي بعض الأحيان يشير النهر إلي أولونا الشمالية المشابهة لأسم أولونا الثانية التي تتدفق في مقاطعه بافيا والتي بدورها للراحه أعتبرت بمثابه الأدنى والجنوبيه وتشابه التسمية ليس من أصل مقلد أو أنجليزي ولكن على الأرجح سببه حقيقه أن الأصل كان هناك فرعين من نفس النهر حوله الرومان في المجرى العلوي لميلان وفيتتابيا وبالتالي مقسم كما هو عليه الحال في تلك الايام ربما للملاحه تدفق في لامبرو.
النهر معروف بالشلالات وكهوف فالجاننا وبكونه واحد من أكثر الأنهار تلوثا في إيطاليا

## التاريخ

### من عصور ما قبل التاريخ إلى القرن السابع عشر
يرجع اقدم الموجودات المكتشفه في مناطق حول أولونا إلى العصر البرونزي «القرن الثالث عشر قبل الميلاد» ويمكن ان ينسب إلى ثقافه كانيجراتي. وتم اكتشاف 200 مقبره من خلال الحفريات.
في العصور التاريخية، في العصر الروماني كانت شواطئها مستعمره وكانت تتولى اهميه كبيره لموقفهم الاستراتيجي فيما يتعلق بخطوط الاتصال بين وادي بو وجبال الالب. في وقت متأخر من الإمبراطورية أكثر من منبع، زادت اهميه كاستل سيبريو ووسعت نفوذها على مساحه شاسعه من الأرض واصبحت لومبارد في وقت لاحق معقل وعاصمه مقاطعه سيبريو. في القرن الثالث عشر كان معقلا لحكومه ميلانو وتناوبت تورياني وفيسكونتي للميل إلى الهيمنة في ميلان.
كان مسار نهر اولونا اساسيا بالفعل في القرن الحادي عشر بوصفه مصدرا قيما للتموين بسبب طواحنه. حين ان السيطرة على سيربيو كان المفتاح لفتح وادي اولونا بالكامل.
هزم فيسكونتي الأول تورياني في معركه ديزيو عام 1286. وفي عام 1287 غزو كاستل سيبريو وفرضت فيها الدمار وأصبحت جزءا من دوقيه ميلانو على مدى قرون تحميها سلسله هائله من الحصون والقلاع. زادت البنوك من تطور أولونا وضاعفت المطاحن من مساره العالي وحتى أبواب المدينة. وبجانب مهمه الطحن غلبهم مستوطنات من نوع ما قبل الثورة الصناعية «المطارق، مجنون، اعاصير ومصانع للخشب والحجر وخاصه بيفيرا» بينما كان لايزال هناك مساهمه هامه في الري.
مثل هذا الاستخدام المكثف للمياه الذي يتطلبه الدوق سن لوائح محدده «النظم الأساسية للماء» أي هذه هي المرة الأولى في عام 1346 ثم في عام 1396 .
هناك ثلاث نظريات حول أصل اسم «أولونا» [5]. الأول يفترض أن اسم النهر كان متصلا إلى جذر سلتيك "OL"، التي تعني «كبير»، «صالح». تعتبر ثاني احتمال أن الاسم مشتق من الكلمة اليونانية "OROS" (ὄρος)، وهو ما يعني الإغاثة، الجبل. الفرضيه الأخيرة يفترض ان اسم تيار المياه متصل إلى دير ميلانو الذي تأسس في القرن الثامن، الذي كان يعرف باسم "Aurona." اسم هذا الأخير مستمد بدوره، سميت على اسم مؤسس الدير، "Aurona" أو «اورونا»، التي كانت شقيقة رئيس أساقفة ميلانو ثيودور الثاني.

### منذ نشأه الكونسورتيوم حتى اليوم
في عام 1608 كانت المطاحن في اولونا 166 بالضبط. ب 463 روفيجو «الجزء المركزي» وفي عام 1610 تغيرت ترتيبات الحكم وتم تشكيل كونسورتيوم بين المستخدمين تحت اشراف أحد أعضاء مجلس الشيوخ المواطن المسيطر على استخدام المياه. وكانت اداره القطاع الخاص والتي تستمر حتي عام 1921 عندما يتم أرجاع المياه من النهر إلى المجال العام.
الكونسورتيوم الذي له مقر في كاستيللانسا، لايزال في يده الحكم. بعد تلك الفترة. تتنوع أنشطه أخرى مع مقدمه من المطاحن للحرير نظرا لأنه انتشرت في 
الأراضي زراعه التوت والقطن والصباغة والتبييض ومصانع الورق ثم الأفران والصناعات الميكانيكية الصغيرة.

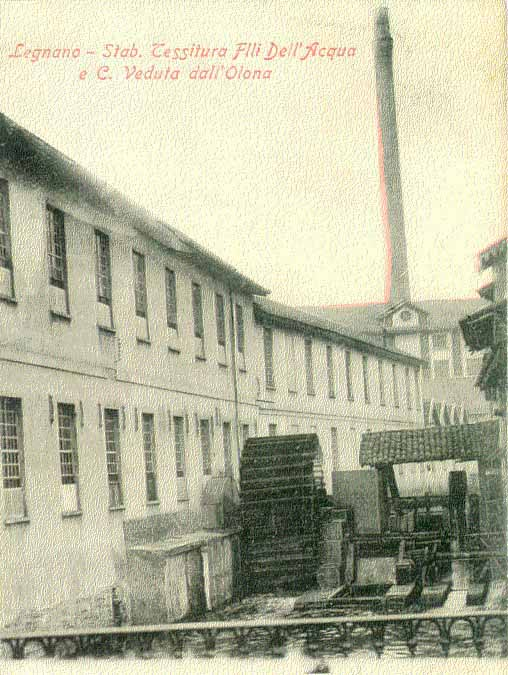
طاحونة المياه في نيانو, المبنية على طول نهر اولونا.

في منتصف القرن التاسع عشر تم استبدال العجلات بواسطه توربينات هيدروليكيه لتحسين الأستغلال الحالي ثم استولت على البخار والكهرباء واتسعت الصناعات من الوادي إلى السهول المحيطة بها مما أدي إلى احياء حوض صناعيه غير عاديه بين لينيانو، بوستو ارسيتسيو، بارابياجو ورو. حتي اليوم، في 16 حكومه تواجهوادي اولونا هناك 2600 وحدات الأنتاج بين الحرفيين والصناع مع 20000 موظف.
وبدئت أزمه بيئيه هائله عندما توقف استغلال الطاقة الهيدروليكيه لنهر أولونا وأصبح سفيرساتويو سهل والصرف الصحي المستمده من مختلف الأنتاجات. في نسيج معين والدباغة والصناعات الورقيه في وقت من المستوى التلوث العالي. وظهرت في مياه أولونا بواسطه تصريفات الصبغة رغوه بيضاء سميكه على السطح ولون يتغير يوميا اعتمادا علي الصناعات التي من شأنها التفريغ. وحتى الآن تجمع النفايات السكنية والصناعيه على الرغم من الثمانينات وهو بالفعل في مكان لعمل العلاج مع بناء محطه معالجه.

## قاع النهر الأصلي

### الي شمال نافيللو جراندي
احرزت واحده من أهم الدراسات على المساحة البحرية في ميلان قام بها المهندس فيليكس بوغي في عام 1911 وقال بوغي ان أولونا الذي يتم تصريفه حاليا في حوض جاف في ميناء تيسان والذي يتم حمله في البو في سان زينو الذي شكل في وقت مبكر قبل الميلاد نهرا واحدا فقط
المكان الذي فيه حول الرومان النهر في II_I الميلادي هو lucernate من هنا وبعد حتي أدنى التموجات من التضاريس والتغيرات الصغيرة جدا في الأرتفاع لتحصل علي كاشينا ألونا وهو جزء من سيتتيمو ميلانو، باجو وكورسيكو مع البديله الممكنه التي من شانها ان تؤدي إلى السابع موجانو وتريتسانو سول نافيليو أو سيسانو بوسكوني.

### في جنوب نافيليو جراندي
بلدة سيسانو، كورسيكو وتريتسانو المتجاورون (من الشرق إلى الغرب) والثلاثة يطلون على نهر نافيليو جراندي والذي لم يكن موجودا 
ولكن يمكن من خلال كل هذه الاماكن تحديد مساحة مائية يمكنها أن تتدفق في مجرى نهر أولونا القديم حتى بيناسكو من تريتسانو وشيسانو بوسكوني في قناة بلغاوم من كورسيكو عبر القناة القديمة. من بيناسكو ومع تقسيم تشينالو وصولا إلى الجنوب في أراضي لاكياريللا حيث خنادق كولومينا وكارونا التي تحمل المياه إلى شبكة الري ومن هنا نصل إلى الروجيوني ذلك المجري المائي عند مزرعة السابع في بورناسكو حيث تلتقى مع قناة أولونيتتا التي تغير أسمها وأصبحت نهر أولونا الأصغر. تأتي الأولونيتتا جنبا إلى جنب مع قناة ميزانا من نبع في ميسانو على بعد بضعة كيلومترات من المنبع مستانفة مسارها القديم واسمها، ويتدفق النهر كما هو مذكور في سان زينونو.

## الجغرافية الطبيعية

### المساحة البحرية: المصادر والفالجانا

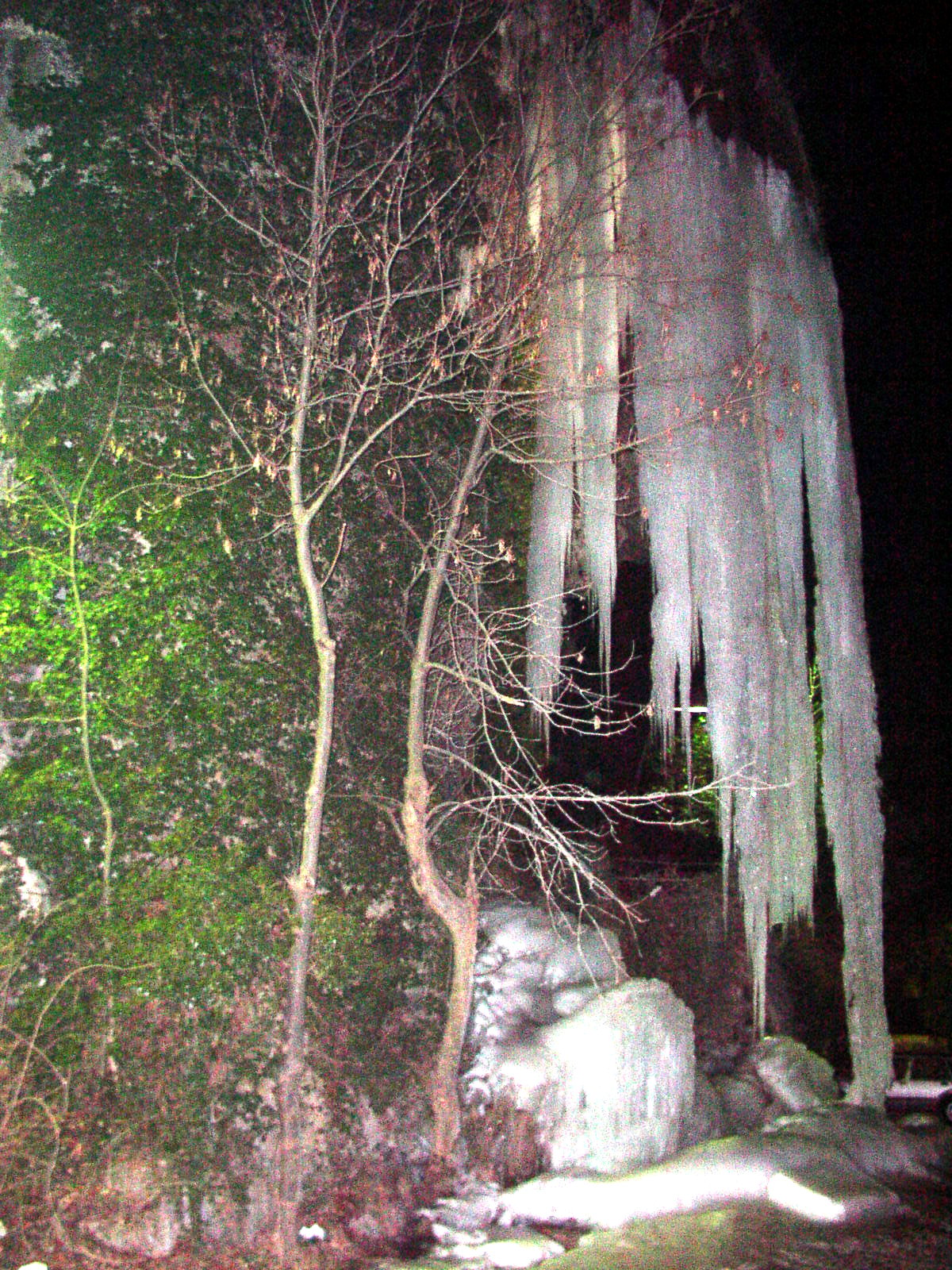
شلالات فالجانا الجليدية.

بالأضافة إلى المصدر الرئيسى لأفران ريانا. يتدفق النهر من خمس مصادر أخرى صغيرة: أثنان في وادي رازا وثلاثة في فالجانا. وهنا يكون أولونا شلالات فالجانا في وادي أومونيما وهم موجودين في بلدة اندونو أولونا بالقرب من الكهوف الشهيرة ومن الشلالات يمكن الاستمتاع برؤية ظاهرة نتوء الحجر الجيري. هذه المصادر تؤدى إلى فرعين يتحدوا في وادي بريجاتزانا «جزء من فاريزى» الفرع الأول يؤدي إلى بركة فونتي فيفا وهو مخصص لرياضة الصيد وشلالات فالجانا إلتى غالبا ما تكون جليدية في الشتاء بسبب الظروف المناخية القاسية.

### وادى اولونا والسهول المرتفعة
بعد هذا الأمتداد المبدئي والذي يتميز بالتقاء سبعة روافد صغيرة تقوي مجري المياه ويبدأ النهر في السير الي أولونا. ونشأ الوادي من اولونا وبسبب تراجع الأنهار الجليدية خلال العصر الجليدي الأخير يمثل وادي قطعي عميق مع أماكن مراكز القري المطلة على تلال مجري النهر التي تسمي بطوابق عليا وتغطي في الغالب المنحدرات مع الغابات، بينما في الوادي تمثل مناطق مزروعة والمروج والاراضى البور. يعد الرافد الرئيسى في محافظة فاريزي هو بيفيرا وروافد رئيسية أخرى وهي الفيللوني والجاجولو والمسمي أيضا «ريولانزو، رانزا، انزا أو كليفيو» وكوادروننا وسيلفانيا ومورناجا وريالى ديليه سيلفى وتينوريه.
وفى جورلا الصغري يتفرع النهر في أولونيلا الذي تنضم إلى المجري الرئيسي على بعد 1200 متر. كان هناك أيضا فرع طبيعي آخر المشار اليه بهذا الأسم الذي عبر لينانو حيث تم دفنه في اوائل القرن العشرين بعد أن اجتاز كاستيلانزا ويتحرك مجري النهر نحو وادى بدانا عابرا السابيرو. وهنا تتفرع من مجري أولونا عدة قنوات ري تعود إلى أولونا قبل ليجنانو. 
وبعد مروره ببلدة بارابياجو (وبشكل محدد أكثر جزء سان لروينزو) ويلتقى النهر في الرو مع روافده الاساسية: البوتزينتي ولورا. وينبع أيضا من الرو «تحول نهر أولونا» الذي اكتمل في أوائل الثمانينات وهو يصب في قناة فيضانات الشمال الغربي. ويعد هذا العمل دائما مصدر جدل فمن ناحية لم يمنع كل الفيضانات كما تم تصميمه ومن ناحية أخرى يحمل مياه ملوثة تجاه التيسان. وفي نوفمبر 2002 حيث الظروف المناخية الخاصة فاضت في نفس الوقت أنهار أولونا وسيفيزو سكولماتوره والتيسيان.

### مصب رو
ومن هذه النقطة فصاعدا ولم يعد النهر يمر عبر مجراه الطبيعي ولكن يتبع المسار المحدد من الرومان القدامي الذين دمجوه في لومبرا (لمبرو الجنوبية) لإستعادة مياه المصب ويوجهها إلى ميلانو عبر قناة فيبرا وتفرعها في فيتابيا إلى فيترا نحو سان لورنزوا.
بالدخول إلى بيرو بعد الملمح المبدئي الذي مازال مفتوحا بدأ اولونا في التدفق تحت سطح الأرض وصولا إلي ميلانو عابرا في البداية حي غالاراتي وحي تريناليه الثامن حيث تتجمع مياه نهر مارالاتا (أو فوجونيه). وفي الموقع تحت ميدان ستوباريك يلتقي اندفاع سيل بوديجا (أو موسا). يعد مارلاتا وبوديجا في البداية جامعون للمياه التي تأتي من منطقة بشمال ميلانو (جروانيه). ثم يتجنب أولونا لامبونانو وسان سيرو ويستمر تحت مجموعة من شوارع الطريق الدائري بالتحديد (ميدان ستوباريك، شارع ايليا، ميدان لوتو، ميدان زافاتاري، شارع موريلو، ميدان برليشيا، شارع رانزوني، ميدان جريلانديو، شارع بيتسي، ميدان طرابلس، شارع مصراتة، ميدان بوليفار، ميدان نابولي، شارع ترويا وميدان ميليشيا).

## في ميلانو الآن وفي الماضى
تحت هذا المسار الذي قام بتصميمه لأول مرة المنظم العام لميلانو في عـــــــام 1884 (بيانو يروتو) والذي تم شقه في أول عقدين من القرن العشرين وغطي في فترة ما بين 1950 إلى 1970 . ينتهي أولونا عندما سيخرج بعد خضوع النافيليو جراندي الذي يدمج في لامبرو الجنوبية. فوصف بعض الكتاب أولونا ولامبرو الجنوبية على انهما المجري المائي الوحيد الذي ينتهي عند الالتقاء مع لامبرو في سانت انجيلو لوديجانو ويعزي إليه طولا يبلغ 120 كيلو متر. ويفضل أخرون التعامل مع مجرين المياه كل منهما على حدة، مع أولونا الذي يبلغ طوله 71 كيلو متر وحوض يبلغ 370 كيلو متر مربع. وحتى الدخول في حيز تنفيذ نظام تنقية للمياه من لومباردو، في عام 2005 كانت لامبرو الجنوبية جامعة لمياه المجاري العامة التي كانت تجمع المجاري للجانب الغربي لشبكة مياه الصرف الصحى المحلية التي يتم نقلها على العكس إلى محطات المعالجة في سان روكسو ونوزيدو وكانت تخرج في العراء لسانت كريستوفر موحدة مياهها مع مياه أولونا وجزء من مياه الممر المائي التي كانت تخرج من فوهة. ومن نفس الفوهة التي كانت في وقت من الأوقات تفيد خاصة في تخفيف مياه الصرف الصحي والآن أصبح للامبرو الجنوبية منبع نظيف.

### من مادالينا إلى ميدان طرابلس
من القدم إلى السمو في مادالينا، يجوب نهر أولونا بطول شارع المدينة، بداية من عصر الرومان للدخول إلي «فيتابيا»، أيضا منذ القرن الثاني عشر في الحفرة الدفاعية المحيطة بالأسوار التي إقيمت في العصر الوسيط والتي ظلت إلي عام 1603 لأمداد دار الصناعة لمدخل مدينة «تيتشينسى». انقسم النهر إلي فرعين بوصوله إلي مدينة ميلانو: فالاول فرع أولونا القديم والثاني الفرع الجديد الذين كانوا متجمعين قبل الدخول إلي الترسانة «دار الصناعة». 
الفرع الشمالي الممثل في الخرائط السابقة، كان أول وجود له على خريطة يرجع تاريخها إلي عام 1722، لكن لم تعد هذه الصورة بعد ذلك وجوده في الخرائط في نهاية القرن التاسع عشر.أما عن الحياة الرغدة المتددة هكذا سميت في جزيرة «بريرا» التي تواجدت بين الشوارع الحالية «واشنطن» و«فوبا» تلك الجزيرة نشأت من انقسام النهر وكانيطلق عليها أسماء المنازل الريفية التي تطل عليها، مشار اليها حتى الاّن في خريطه لعام 1925.
بدأ إنشاء القنوات في عام 1919 بمحيط مجمع مراجعة المصادر المائية الممتدة إلي ميلانو المغطى مجراها مؤخرا منذ عشرات السنين.الانقسام في اتجاه دار الصناعة كان يجرى امتداده حتى ميدان طرابلس حيث كان يوجد مصد للنهر فجعله ينحرف إلى طريق «روكاليا»، هذا الفرع اعطى بدايه للفرع المسمى «بفرع الترسانة». في فترتى الجفاف السنوية لحركة الملاحة كان يتناور اغلاق النهر بطريقة جعلت مجراه يتتابع إلى الطريق الدائرى حتى يصب في «سانت كريستوفر».
أما الطريق الجديد الذي يستوضح عليه من خريطة «بيروتو» عام 1884لم يتم تنفيذه نظرا لطول الطريق الدائرى والتقاطع الأول والأخير لفرع الترسانة، غرب شارع واشنطن بمحاذاة حديقة «سولارى» في 1932. تم شق التقاطع الوسطي ككقناه التي تم تغطيتها تقريبا في الخمسينيات بسبب إنشاء ميدان «دي أجوستيني» والشوارع المحيطة به .
مع مرور السنوات وارتفاع نسبة التلوث في نهر أولونا كان هناك مناورات لإغلاق ميدان طرابلس ليس فقط بسبب التعديل في مجري السيل وتدفق المياه اثناء فترة الجفاف، لكن لتقليل التحميل على فرع «الترسانة»، لكن مع نهاية الثمانينيات تم الإغلاق بسبب وجود خطر هيدرولوجي وبسبب خطر التلوث من دار الصناعة والمياه التي تخرج منهما بهدف الري أو الملاحة.
أول عمليات ردم لهذه التقاطعات بدأت من شارع "فالبارايزو" إلى طريق" كونى زونيا" من فرع "الترسانة "في عام 1932 عندما حلت حديقة «سولارى» مكان "سكالو بيستيامى"و مكان السكك الحديدية" التي كانت تطل عليها . ظل نهر أولونا هو الرافد الأكبر الذي يمد منطقة الصناعة اّنذاك.

### الإستفادة الكبيرة من الخرائط
يرجع تاريخ رسم أقدم خريطه لمجرى نهر أولونا إلي عام 1608التي بهاشير إلي كباري، دقيقة الإنشاء، وإنشاءات بطول النهر.وفيما يتعلق بضواحي ميلانو، فمنذ القرن السابع عشر إلي يومنا هذا تشير الخرائط التي توضح مجرى نهر أولونا وأن الضواحى حوله كثيرة .علاوة على ذلك كانت في مادالينا الضواحي التي تسمي غالبا باسماء المنازل الريفية والطاحونات .حتى عام 1704 يتمثل النهر في شكل فرع واحد منتهي ووصولا لعام 1722 انقسم النهر إلي فرعين متوارزيين تقريبا هما: أولونا الجديد (الفرع الشمالي)الذي أطلق عليه مؤخرا «مولينارا»، أولونا القديم (الوسطي)اغلق الفرع في نهاية الثمانينات قبل تحويل النهر إلي قناة. كما يقال ان مجري النهر الحالي في خريطة عامة لبيروتوفي عام 1884 الذي يجري معه فرع «الترسانة».  
قبل شق طريق" فيتشينسو فوبا" كان يمر بطريق "فيبرا"الذي سمى باسم قناة رومانية المتشبه باسم برجوازى قديم بعد هزيمة برباروسا وتدمير المدينة ومحو أهل ميلانو تجاه مدخل "فيرشيلينا".كان يوجد في الثمانينيات اخر اثر للنهر الذي لم يحول لقناه ولكن بمسار متعرج، واخر تراكمات المستخدمة للمياه في أعمال حرفيه كالمصابغ والمعامل لمعالجه الانسجة الثقيلة .   المساحات الجبليه الأكثر وضوحا في الخرائط الأكثر قدما منذ عام 1789 وهي عمل "ماوروفوناري " ودومينيكوكانيوني ". الخريطة التي توضح مقاطعة "فاريزى"إلى بضع كيلومترات لجنوب لينيانو. أول خريطة رسمت بواسطة الجمعية الزراعية لنهر أولونا في عام 1722، تتبع هذه الخريطة المهندس "جايتانوراجي " تكشف هذه الخريطة إلي جانب أساس القواعد، القنوات والفروع الأصلية للنهر .
الخريطة التي رسمها المهندس «فيكتور فيتسوزي»، من خرائط القرن التاسع عشرعام 1861، التي توضح بها بعض الاكتشافات الموجودة في النهر وومخطط آخر للمهندس «فيللوريزي» 1878 التي وجدت بها وفرة المناطق التي رويت من نهر أولونا حيث تأخد من القنوات والفروع المكونة للنهر.

## المصبات والمياة
يقدر حوض نهر أولونا إلى 370 كيلومتر مربع، يمتد حول جزء من مقاطعة فاريزي، كومو، ميلانو، يعبر أيضا بجزء صغير من الأراضي السويسرية وللنهر حوالي تسعة عشر مصبا، من اهمهم مصب «اللورا، لا بيفيرا، الجاجولو (لانزا)، البوتزنتي، الفيوني، الريلي - تينوري، الميرلاتا، لا موسسا، لا كوادرونا، لا سيلفانيا، والفريدا . يوجد بعض المناطق الجافة في وادي أولونا منها ستانيوبوديل الموجود علي منخفض الوادي مابين» كاسل سبريو«و» لوناتى شيبينو«، يمتد من أرض بوتزوني التي تصب في النهر .من المذكور أيضا» ريفريددو، فونتانيلي كروتتو، وهي مجري مائي ينبع من منخفض وادي «كاستل سيبريو» في بلدة كروتتو لوادي أولونا الذي يصب في النهر.

### نظام النهر
إن نظام نهر اولونا يشبه تماما نظام ماقبل جبال الالب ويتميز بتدفق عالي في فصلي الخريف والربيع وتدفق منخفض إذ لم يكن يصل الي حد الجفاف في فصلي الشتاء والصيف
الجامبا دي لين تسير في ميا اولوناى متجهه نحو مادالينا.
وتكون حصيله المياه متوسطه من اولونا الي كبري جيروني ف مالناتا تصل الي 2,18 متر مكعب. ولقد اكتمل في هذه المنطقة في عام 2009 سد متداول يعمل علي تنظيم تدفق النهر نتيجه وجود الفيضانات. بالاضافه الي تشكيل حوض مائي مؤقت سعته 1.570.000 متر مكعب مع اطا 36 متر مكعب في الثانية الواحدة . وفي رو، بعد ان يحصل النهر علي الضخ من بوزنتي ولورا كانت القيمة 18 متر مكعب في الثانية.

### الفيضانات
ومازال اولونا النهر الذي كان يعاني من الفيضانات المتكرره خلال مساحات واسعه، ولقد وقع اخر فيضان الذي ادي الي اضرار خطيره قبل ان تكون الحواجز والقنوات الفيضانيه، في 13 سبتمبر 1995 بينما وقع اخرهم في الترتيب الزمني في نوفمبر 2002, وفي غضون 400 سنه الأخيرة حدث أكثر من سبعين فيضان مع حدوث أضرار بالغه، وهذا بدون حساب الفيضانات المقيده، الذي تحدث كل موسم

### جوده المياه
إن نهر اولونا ف منتصف بلده نيرفيانو
ويتم رصد نوعيه المياه في خمسه محطات وهم (فاريزا، لوتسا، احواض اولونا، لينيانو ورو)
في المحطات الاولي من الرصد (فاريزا، لوتسا، واحواض اولونا) تكون نتيجه مياه النهر مقبوله وتتحسن باستمرار، بينما نوعيه المياه في لينيانو سيئه، علي افتراض درجه«الفقراء» ولكن هنا نري تحسنا، واري ان حاله المياه في اولونا في بضعه سنوات قليله كانت سيئه جدا.
أيضا في رهو مياه النهر تحصل علي درجه سيئه على الرغم من التحسن الطفيف . ان المياه لنهر اولونا بعد مطهر بيرو تحسنت . لقد وضعت جمعيه حمايه النهر هدف للوصول لكل محطات الرصد لجوده المياه في بدءعام 2008 .
ان النتيجة المقبوله ستتحول الي جيده في نهايه عام 2016 . وعن طريق البيانات العملية في متصف عام 2008 لم تصل بعد الي النتيجة المطلوبة ولقد ازداد الوضع صعوبه للوصول الي الهدف المحدد لعام 2016 . ولقد زادت هذه الصعوبة في منطقه لومباردي التي بهذه الحالة محدده وسيفيزو لجأ ت الي معدات قويه مثل «عقود النهر» والتي تنص علي زياده مشاركه الهيئات المحلية، واصبح السكان مهتمون بتعظيم التنسيق للتداخلات . وبين هذه الاسباب التي تجعل من الصعب استرداد النهر، ولقد اشاروا الخبراء الي عدم قبول اعاده تغير المياه الواجب تسريبها (الاسمنت) من احواض مستجمعات المياه والتصنع للمجري (القنوات والانابيب رجحان مباشره) بالاضافه أيضا الغير مقبوله وهي النظام المعقد للصرف الصحي ومجمع المياه، ولقد اشار التعامل مع ميلانو في عام 2006 بضروره إنشاء 31 محطات جديده واكتمل هذا في جورنات لاولونا في عام 2009و التي تدرك تقليل المتطلبات الضخمة المذكورة.
و توضح الحلقتين الاخيرتين بشكل خاص علي ا لوضع.وفي 31 من ديسمبر لعام 2009لعده أيام مختلفه من المتابعة في فاريزي لفيضان الجامع للصرف الصحي انسكبت مياه المجاري الغير مطهره في النهر، بينما في 28 من يونيو 2010 ترجع المصارف الصحية الي موت بعض من الملايين من الاسماك: وفي هذه الحالة أيضا لقد تلقي في النهر الفيضاني الاخيرلذا استطاع الفنيين لوكاله المشاريع للبحوث المتقدمة في اثبات ان مياه الصرف الصحي سامه وتصب بانتظام في مصرف صحي

## الطبيعة

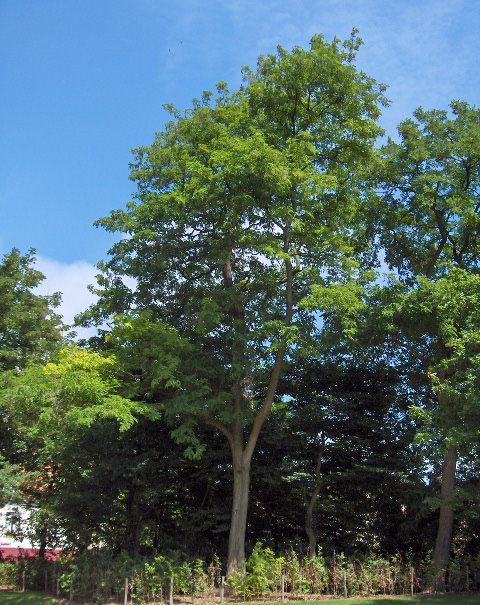
نبات روبينيا.

لقد سيطرت منحدرات اولونا الطويلة علي الغابات النفضيه.

### الحياة النباتية
إن الجزء الأول من مجري النهر يعبر منتزه الحقل الإقليمي للزهور.تمتد الاشجار الكستانيه واشجارالدردار واشجار الليمون حتي ارتفاع 600 متر، وفي الوديان الرطبة اشجار القيقب هي الأكثر شيوعا
وفي قمه الحقل للزهورينمو الزان، بينما تسيطر البتولات والصنوبرالاسكتلاندي علي جانب كوبري مارتيكا .
و زيينت المساحات المفتوحة بالنباتات النادرة حاليا مثل جنتيانا بنومونانثا وعشرات من بساتين الفاكهة البرية مثل مصاص الدماء والذباب

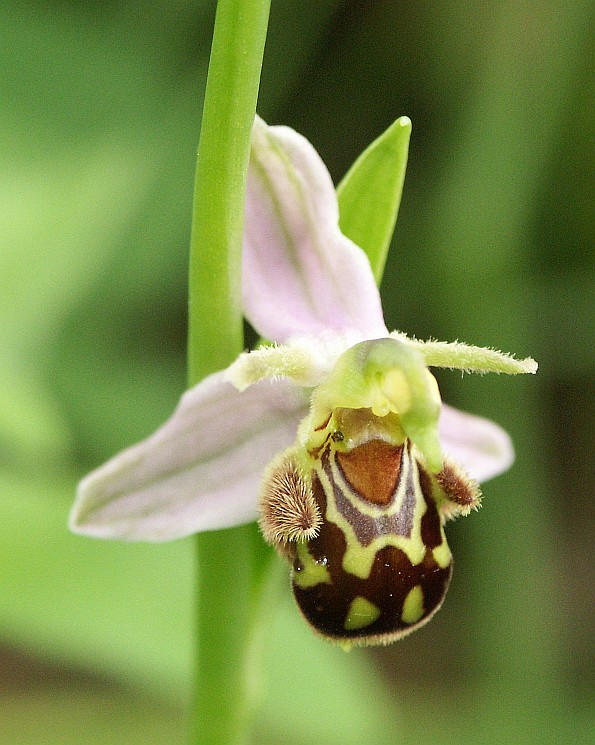
زهرة فيسباريا

لقد تأسس في اتجاه مجري النهر منتزه ريلو تنور لاولونا وادي من حقل الزهور.ومن هذه الانوع الأساسية التي تكونت: الاشجار السنديان، النير، الدردار، والبندق، والطائرة، واشجار الحوروالقيقب والديلر.وهناك أيضا العديد من الشجيرات الام مثل السراخس والفطريات التي تنمو في الحديقة.
ولقد تميزت الحياة النباتيه في الجزء المسطح لاولونا بانواع عاليه الجودة ونادره، والجزالاكبر لروبينيا ذات الاصول الإمريكية الشمالية وتكونت في غابتنا في وقت مبكر مع بدايه القرن التاسع عشر

### الثروة الحيوانية
رحله الصقور الشابة

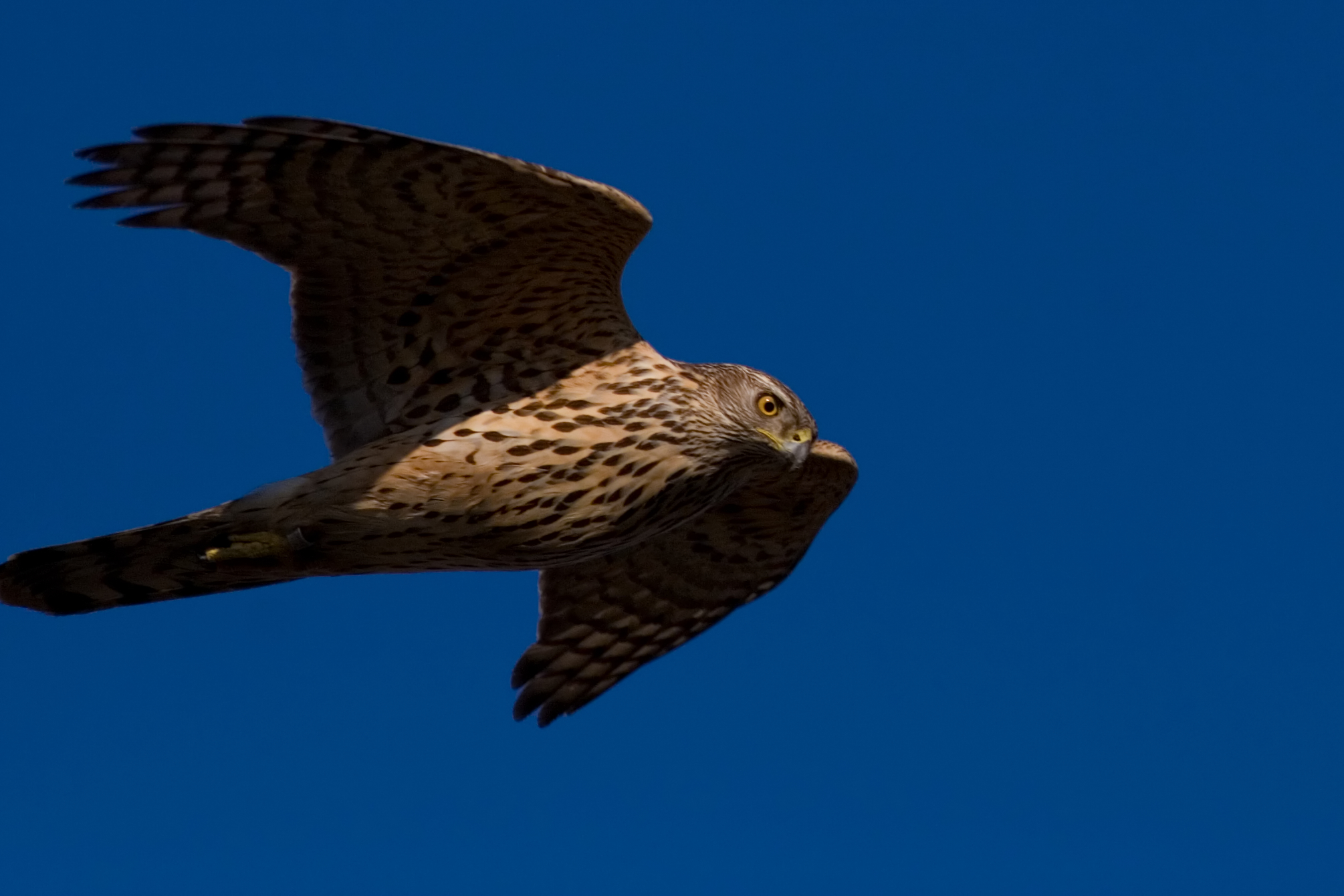
طائر استور الشاب.

وان الثروة السمكيه غنيه جدا في تلك الجزء الأول من المجري الغير ملوث .تستطيع ان تقابل في الجزء الأول من منتزه الحقل للزهورالحيوانات ذات الزواحف مثل الإبل والغزلان الكبيرة والتيس بالاضافه الي عشره من صغار الثديات والقوارض الصغيرة والتي من بينهم تشهد السنجاب والقنفذ والذبابه ابن عرس . ويوجد أيضا الطيور الجارحة: وبعض المستقرين مثل ا لصقر ذات الجناح الذي يبلغ طوله 120سم في الهواء، النيبو (الطائرة الورقيه السوداء) وانواع مختلفه من الصقر والطيور المهاجرة مثل الأبيض الكبيروالصقرالمستنقع والطائر الليلي والبومه والبومه الليليه (الحدأة), لم يعشش هؤلاء بين الاشجار، ويصطادو بليل في الغابات، وتسمع ندائتهم. ووالانتهاء من الطيور الحزينه، بينما الصياد الخارق يحتقر الضفادع والفئران والحشرات وعصافير كثيره مهاجره وغير مهاجره، وأنواع من الغابات والحقول.
ومن البرمائيات المجوده السلمندر وانواع مختلفه من الضفادع، ونشاهد بين الزواحف أبو بريص والثعابين . والسحالي والافاعي .
وكان الخوخ نبات مزدهر علي النهر، واصدرت الجمعية (الكونسورتيوم) التراخيص لكن من1780 انقسم النهرالي اقسام (ثمانيه في عام 1811, وسبعه حتي عام 1899 عندما بدأ النشاط لاعطاء التصريح للاعمال الغير صناعيه)و كانت هكذا ليتم تأجيرها

## منتزهات

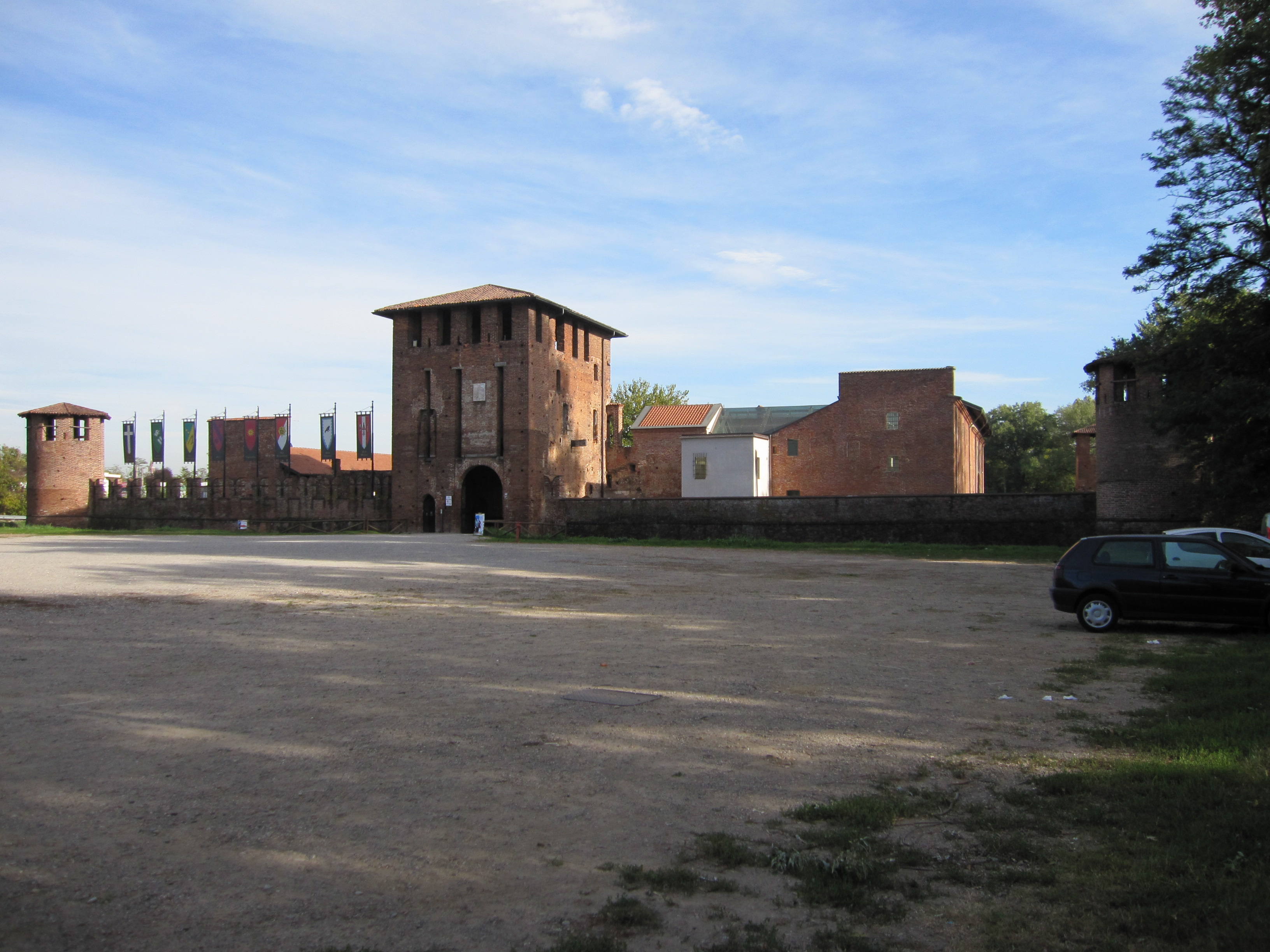
قصر لينانو

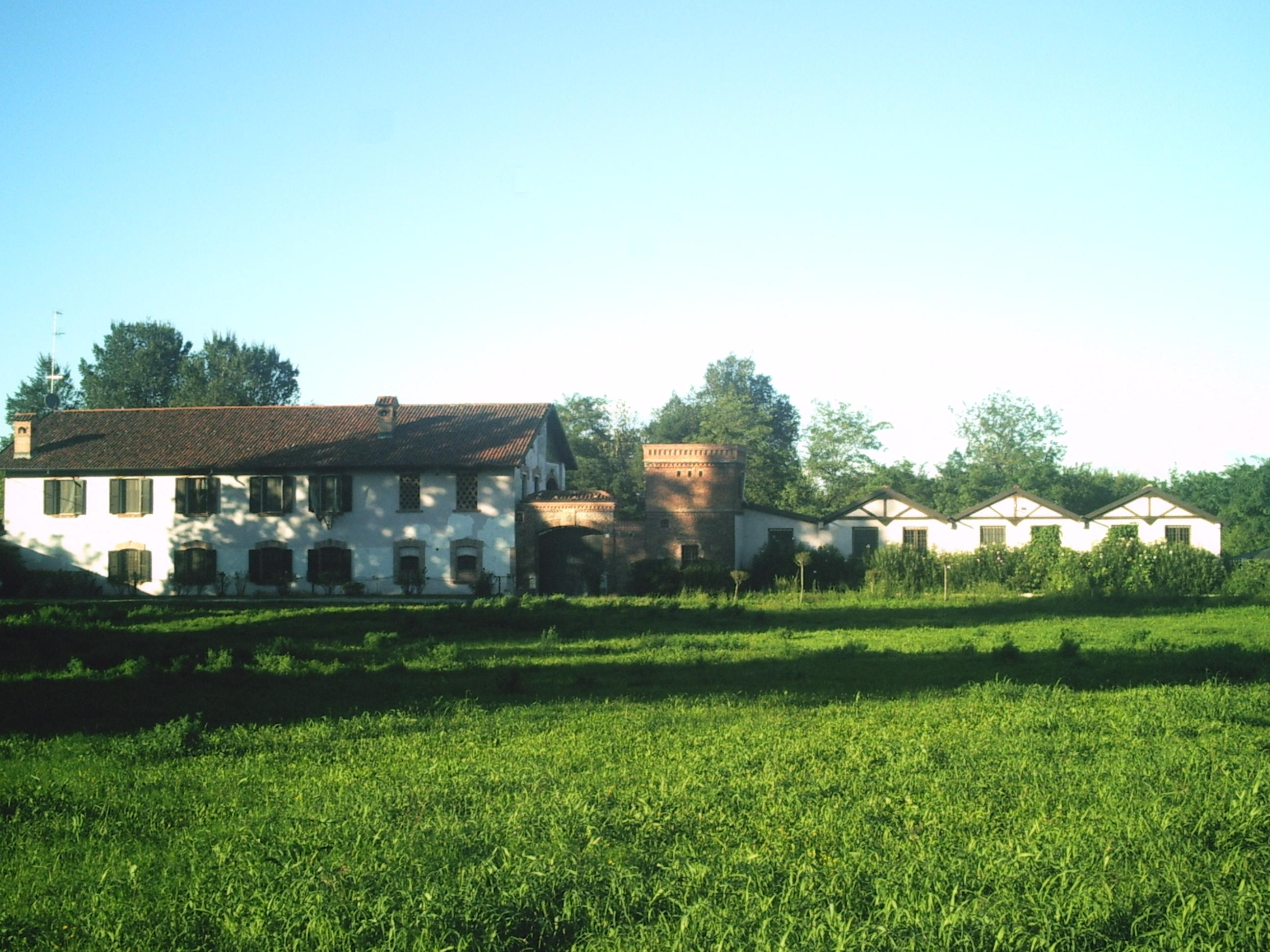
طاحونة جاجو في براربياجو

ابتداء من 1984 	, عندما أساس قرار اقليمي) المنتزه الإقليمي لحقل الازهار (, أسس كثير من المنتزهات على ضفاف أولونا والمناطق المحيطة بها .
يبلغ مساحة المنتزه الإقليمي لحقل الأزهار 6.300 هكتر (6.3000 متر مربع (وتديره جماعة شكلها المجتمع الجبلي فاللي دي فيربنو، المجتمع الجبلي لبيامبلو، مقاطعة فارسي، وسبعة عشر بلديات في أرض المنتزه : باراسو، بديرو فالكوفيا، برينزيو، كاشاجو، قصر كابياليو، ككيوترفيسجيو، كومريو، كوناردو، كوفيو، جافيراتي، اندونو أولونا، لوفيناتي، ماشاجو بريمو، أورينو، رانتشو فالكوفيا، فليانا، فارسي . مقرها برينزيو . من 2010 ومشروع تجديد منطقة المنبع الرئيسي لأولونا قائم، في راسا دي فارسي . وعلى وجه الخصوص سيتم اصلاح الافران في ريانا وراسا دي فارسي، بينما تم اصلاح وإعادة فتح فيلا كانيولا .
منتزه ريلي تنوري أولونا الذي أسس في2006 يحتضن اقليم يتسم بوجود مصاطب ممتدة أصلها
الانهار الجليدية أو ما يسمى ركام المنصات، ومليء بمواقع ذات اهمية تاريخية وثقافية . الجيولوجيا النموذجية للإقليم تسمح بتكوين كثير من الممرات المائية الصغيرة مدعومة من مياه الينابيع والأمطار . الممرات الاساسية هي ريلي وتنوري . يمتد المنتزه ل 16 كم مربع، ويضم بلديات كارناجو، كاروننو فرسينو، كاستلسبريو، كاستليوني أولونا، جاتسادا شانو، لوناتي تشبينو، لوتسا، موراتسني، ومن 2012 أودجيونا مع سانتو ستيفانو . وفي 2013 ستدخل كرياتي لتكون جزء من المؤسسة .
في 2006 تم أيضًا تأسيس منتزه أولونا الوسطى الذي يضم امتداد وادي أولونا بين فانيانو ومارناتي. يضم المنتزه بلديات فانينو أولونا، جورلا العظمى، سولبياتي أولونا، جورلا الصغرى، أوليتي أولونا ومارناتي . إلى جانب وادي أولونا، يتضمن المنتزه الامتداد الفانينانسي لتنوري والغابات الشرقية لجورلا العظمى التي يتدفق فيها سيل فونتنيلي دي تراداتي .
يقع المنتزه العام لغابة لنيانو الذي أنشأ في السبعينيات بجوار قصر لنيانو، على حدود كانجراتي سان فتوري أولونا . ومعروف أيضًا بأسم (منتزه القصر (أو) منتزه لنيانو). في فترة بناء المنتزه لم تكن التشجيرات مبنية على أساس معرفة الأنواع المحلية، وبالتالي تضم المنطقة المحمية كثير من النباتات غير المحلية . فقط أشجار الحور على مجاري الانهار التي تنتمي للبيئة الزراعية القديمة على طول ضفاف النهر . من 1981 تم إنشاء نظام من البرك والمستنقعات التي يرتادها عدد كبير من الطيور المائية، والتي يسكنها العديد من أنواع الاسماك.
تم إنشاء منتزه الطواحين في 20 مارس 2008ويهتم بمناطق الغابات والمناطق الزراعية للنيانو، كانجراتي، سان فتوري أولونا وبارابياجو. تجرى حاليا دراسة للتمديد حتى نرفيانو. المساحة التي تبلغ أكثر من 264 هيكتر/ 264 كم مربع تقريبا مستخدمة كلها للنشاط الزراعي . هناك معالم تاريخية مهمة مثل قصر ليناينو، المصنع السابق لفيسونتي دي مودرني (مستخدم الآن كمركز سكني (و ستة طواحين، الشاهد الاخير عن التقليد القديم للطحن في المنطقة .
يتضمن منتزه وادي لانتسا بلديات مالناتي، كانيو، بيتساروني وفالموريا ويهتم بمجرى لانتسا (أو جاجولو). ويغطي مساحة 676 هيكتر (6.76 كم مربع)

## الجغرافيا الأنسانيه

### البلديات المارة
البلديات المارة على النهر هي :
اقليم فاريزى:
- فالجاننا
- اندونو اولونا
- مالناتى
- لوتسا
- فيدانو اولونا
- جورناتى اولونا
- كاستيليونى اولونا
- كاستيلسبريو
- لوناتى تشيببينو
- كايراتى
- جورلا ماجورى
- فانيانو اولونا
- سولبياتى اولونا
- أولجياتى أولونا
- مارناتى
- كاستيللانسا

اقليم ميلانو :
- نيانو
- سان فيتورى اولونا
- كانيجراتى
- بوليانو ميلانو
- برينيانا ميلانو
- رو
- بيرو
- ميلانو

### الملاحة والمرور
النهر ذاته لم يمثل طريق للاتصل الملاحي، ولكن بنيت مساره وضفافه طريق للعبور متردد عليه من السهل المنخفض ناحية الشمال منذ عصور ما قبل التاريخ وتأتي الشواهد بهذا الشان مما وجد في بارابياجو، كانجراتي، لنيانو وكستلسبريو .وفي القرن الأول الميلادي كان هناك الطريق الروماني من ميلان إلى فيربانو الذي يتبع نهر ألونا حتى لنيانو وعلى طول هذا الطريق تم توجيه النهر : هناك من يعتقد ان هذا العمل هو الذي مد الحفر إلى الموسا (لومبرا) وفي النهاية الانعطاف إلى ميلان . لا نستطيع ان نتكلم عن الملاحة ولا حتى اليوم، على الرغم من ممارسة التجديف من وقت للاخر بهدف تعزيز البيئة، بعض علماء البيئة قام برحلة بـقوارب الكاياك .

### بنية تحتية ومشاريع
قديما، كانت تهتم البنية التحتية للممر المائي بالجسور على وجه الخصوص، وتقوية الجسور كدفاع ضد الفيضانات وانعطاف الماء، وهذه التحصينات للدفاع ضدهم . يمر نهر أولونا تحت 57 جسر من بينهم بعض الجسور ذات اهمية تاريخية مثل الجسر الروماني في كاستيليوني أولونا . تم اغلاق تقريبا جميع الفروع ; مسار النهر مصطنع للغاية، لا يزال ملوث ولا يزال تحت «مخاطر الفيضانات» أي الفائض . بعد الانتهاء من مصنع التصفيح الكبير بـجوروني، الذي هو قادر على كبح 1.570.000 متر مكعب من الماء في حوض مؤقت مع إخراج بـ 36 متر مكعب من الماء في الثانية، بدأت الروافد في اثارة القلق مثل لورا وبوتزينتي على وجه الخصوص، الذين حتى الآن لم يتم تعديلهما بطريقة ملائمة . منذ 2006 وأعمال حماية الماء فوضت إلى (عقد النهر).
يجب أيضًا ذكر بناء ممرات الدراجات المختلفة على طول النهر . التي من بينهم نتذكر ممر وسط كاستلانزة وكاستيليوني أولونا . الممر يتبع مسار السكك الحديدية لفالموريا ; وسيمتد المشروع إلى مندريسو في سويسرا .

### طواحين الهواء
بين المصادر ونرفيانو، كان النهر قديما مليء بطواحين الهواء . حتى العصور الوسطى، خاصة في لنيانو، ازدهرت أعمال الطحن .وكان هذا هو عدد طواحين الهواء في القرن الخامس عشر ويفترض ان هذا النشاط شكل مصدر دخل ملحوظ للمنطقة كلها . تتحدث اقدم وثيقة متعلقة بهذا الموضوع عن طاحونة على نهر أولونا وهذه الوثيقة ترجع إلى 1043 : وهذا يشير إلى بناء يقع بين كاستنياتي وموقع جابينلة التي يملكها بيترو فيسمارا.وضع مجلس اللوردات لسفورتسا وفيسكونتي على تجمعات الطواحين الأكثر اهمية بعض التحصينات، مستغلين الحصون والقصور الموجودة بالفعل . في 1608 كان هناك 116 طاحونة على ضفاف نهر أولونا، ومن بينهم مطرقة من النحاس، دعك الملابس، ومطاحن أخرى لإستخراج الزيوت .
أثناء التنمية الصناعية في القرن التاسع عشر والقرن العشرين تم التخلي عن المطاحن تدريجيا . في ليانينو تم هدم سبعة من الصناعات القطنية الكبيرة للسماح بتركيب توربنات مائية احدث وأكثر فاعلية . في فترة ما بعد الحرب نمت الحاجة لتيار كهربائي، واستخدام الوتربنات القديمة أصبح مناسب اقتصاديا فقط للمكاتب الصغيرة . وهكذا استأنفت الطواحين القديمة في استخدام المثقاب (شنيور), المسوى، عجلات الصنفرة، الخ ... ولكن حتى هذه الصحوة انطفأت سريعا مع تغيرات الأحوال الاقتصادية .
حاليا لا يزالوا موجودين، على جبل وعلى وادي بقصر فيسكنتيو في لنيانو، فقط ستة ومن بينهم ما سميت على اسمها سباق عبور البلاد التقليدي، الطواحين الخمس، الذي يقام كل عام، في الربيع، في منطقة سان فتوري أولونا، وهم طواحين " مرافيليا ") وتسمى أيضًا ملزي سالزار (, " كوتسي"," كورنادجا" (على طول أولونا قريبا من المنتزه العام لقصر لنيانو),"دي توفول", "منتولي"(في منطقة سان فتوري أولونا), " جالتو"(في منطقة كانجراتي). البناء الوحيد بالمطاحن الذي لا يزال يعمل في هذه المنطقة)يستخدم لطحن العلف للماشية) هي الطاحونة الملحقة بالمصنع الزراعي “مرفيليا “في اقليم سان فتوري أولونا، التي هي بالتأكيد الاقدم بين المتبقين، في الواقع قد ترجع إلى القرن الرابع عشر. وعند القصر لايزال هناك عدد قليل منهم، كطاحونة " جاجو “ في مدينة بارابياجو وواحدة أخرى في وادي نرفيانو .

## علم الآثار الصناعية

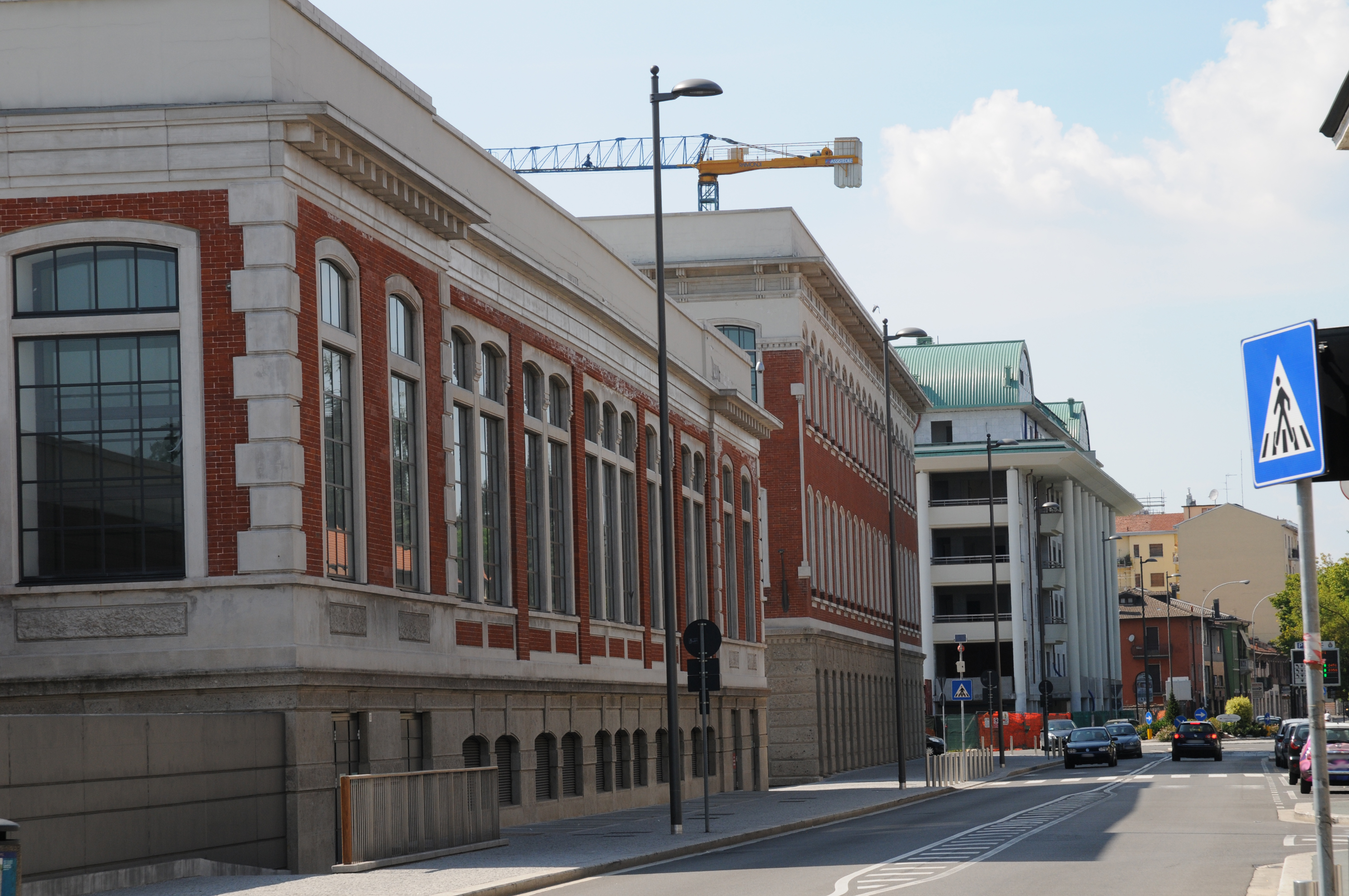
على الشمال, الوجهات الجديدة لمخازن مطحن القطن السابق في لينانو

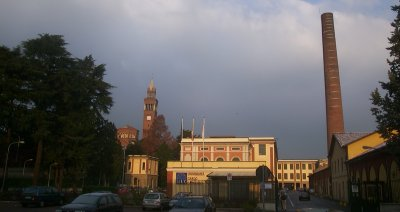
جامعة كارلو كاتانيو في كاستيلانزا

بدءا من ستينيات وسبعينيات القرن العشرين دخلت صناعه وادى اولونا (وخاصه المنسوجات) في ازمه لا رجعه منها ومن ثم وقفت تدريجيا معظم المصانع بشكل دائم الأنشطة الأنتاجيه تاركه ثروه هائله من الآثار الصناعية للمناطق المجاورة على طول أولونا . 
وهو مثال لمنطقة على طول اولونا احتلت سابقا من موقع انتاجى والتي تم استردادها في اوائل القرن                الحادى والعشرين، وهي منطقة مطاحن القطن السابقة في ليجنانو . تحققت النواة الأولى للمبنى المذكور في عام 1830 وفي الاصل تأتى الطاقة التي تستخدم لتحريك السيارات من القوة الدافعة لمياه نهر اولونا . وكانت هذه الأراضي في الواقع تتميز بوجود من المطاحن، التي تم الحصول عليها أول مرة من قبل المجتمع، إلا أن تحويلها إلى مولدات الطاقة الميكانيكية للآلات. لتحسين الطاقة المنتجة من قبل قوة من النهر، في الستينات والسبعينات من القرن التاسع عشر، قام الكاتنويين (سكان مقاطعه سويسريه) بأعمال هامه في السير الطبيعى نهر أولونا، بما في ذلك تعديل للنهر في منطقة المحطة، التي اتسمت سابقا بوجود منعطفات . لقد تم إنتاج ماكينات البخار في عام،1846, ومثال اخر للمباني الصناعية التي اعاده مصنع القطن السابق من المقاطعات السويسريه التي دينت لمقر جامعه كارلو كاتانيو في عام 1991 .
ويستحق انتباه خاص كلي لمنشئه البرريفيتشو انجيلو بوريتتي ف اندون لاولونا بسبب الفيضان الناشط . والتي كانت شريان المصادر نفسها التي تأصل اولونا لاغراء الفرص.جمعت عن طريق انجيلو بورتوتي في عام 1877 لانشاء مصنع بيره كبير.وفي عام 1901 تعاملت لتنميه المؤسسة لاجل الطريقة الممتازه للشئون . بورتي كان يريده على الطريقة الحديثة، وحتى المجددين اللاحقين احترموا هذا الاختيار . إن المبنى بين الطراز الطبيعي وكلاسيكي والمصري القديم والزهري ويقدم زخارف براقة : أقنعة، ميداليات، قطرات، قواقع، أعمدة عملاقة وأقواس من نبات الجنجل.

## وصلات خارجية
- Olona: fiume e civiltà
- Il portale della Valle dell'Olona
- Parco Rile Tenore Olona
- Parco del Medio Olona
- Storia di Milano - Mappa idrografica dell'area milanese
- Arpa Lombardia Bacino idrografico Olona-Lambro Meridionale
- Arpa Lombardia Bacino Seveso-Olona-Lambro
- Arpa Lombardia Bacino Olona Meridionale
- Arpa Lombardia Rapporto ambientale: mappa idrografica dei fiumi lombardi
- Viviolona.net - Portale sulla Valle Olona
- Sito ufficiale del parco del Lura